# ديفيد بيلي (لاعب كرة قدم)
ديفيد بيلي (بالإنجليزية: David Baillie)‏ (6 يونيو 1905 في المملكة المتحدة - 1 نوفمبر 1967) هو لاعب كرة قدم بريطاني (وحمل سابقاً جنسية المملكة المتحدة لبريطانيا العظمى وأيرلندا) في مركز حراسة المرمى. لعب مع وست هام يونايتد ونادي تشستر سيتي.